# Florence-Graham
Florence-Graham – miejscowość spisowa (obszar niemunicypalny) w Stanach Zjednoczonych, w stanie Kalifornia, w hrabstwie Los Angeles. 
Wchodzi w skład obszaru metropolitalnego Los Angeles.